# Hochsauerland
Als Hochsauerland wird traditionell „das 700–843 m hohe Gebiet um Hunau, Kahler Asten-Ziegenhelle, Winterberg und nördlich anschließend bis einschließlich des Waldecker Uplandes“ bezeichnet, welcher den Nordostteil der Haupteinheit Rothaargebirge darstellt. Im heutigen Sprachgebrauch wird der Begriff insbesondere für das touristisch, vor allem wintersportlich stark erschlossene Gebiet im Südosten des nordrhein-westfälischen Hochsauerlandkreises um Winterberg und im Westen des hessischen Landkreises Waldeck-Frankenberg um Willingen verwendet, ohne dass feste Grenzen definiert sind.
Der Begriff Hochsauerland ist zwar vom Namen Sauerland abgeleitet; jedoch zählt das hessische Upland historisch nicht zum Sauerland im engeren Sinne.
Als Höhenschwerpunkt des Bergisch-Sauerländischen Gebirges exponiert das Hochsauerland das raue Klima der Großlandschaft und weist insbesondere – wie nur wenige Regionen Deutschlands – im Winter durchschnittlich mehr Niederschlag auf als im Sommer, was zusätzlich zur Höhenlage den Wintersport begünstigt.

## Weitere gängige Definitionen
Der Begriff Hochsauerland wird, neben der oben angegebenen Definition, noch in anderen Bedeutungen für Gebiete rund um den Höhenschwerpunkt des Bergisch-Sauerländischen Gebirges verwendet.
- In den 1950er und 1960er Jahren erarbeitete die Bundesanstalt für Landeskunde eine naturräumliche Gliederung des Bundesgebietes. Innerhalb dieser wurden die bisherigen Teilgebirge Hochsauerland (im oben beschriebenen Sinne) und Rothaargebirge (was bis dato den sich südwestlich des Kahlen Astens anschließenden Hauptkamm auf der Rhein-Weser-Wasserscheide bezeichnet hatte) zu einer einzigen Haupteinheit zusammengefasst, die zunächst mit Hochsauerland, später mit Hochsauerland (mit Rothaargebirge) und schließlich mit Rothaargebirge (mit Hochsauerland) betitelt wurde. 
Seit etwa 1970 wird die Einheit zwar, auch auf Karten, ausschließlich mit Rothaargebirge bezeichnet und das Hochsauerland als dessen nordöstliche Teillandschaft angesehen, jedoch trifft man auch heute noch den alten Namen Hochsauerland als Bezeichnung für die Gesamtlandschaft an.[1][3]
Die Zusammenfassung der beiden Teilgebirge ergäbe insofern Sinn, als es zwischen beiden neben der kulturell-historischen Grenze zwischen Wittgenstein und Westfalen keine wirkliche im Gelände erkennbare Trennlinie gab.[1]
Andererseits ist gerade der Begriff Hochsauerland für den Gesamthöhenzug höchst irreführend, da neben dem bereits nur mittelbar sauerländischen Upland auch noch die historischen Landschaften Siegerland, Wittgensteiner Land und Hessisches Hinterland in nicht geringem Umfang am Gesamtgebirge beteiligt sind.
- Seit der Schaffung des Hochsauerlandkreises 1975 wird der Name Hochsauerland, der Suggestion des Namens folgend, oft auch auf diesen bzw. auf dessen Südosten bezogen – unter Ausklammerung anderer Landesteile.

## Geographie

### Naturräumliche Gliederung
Das Hochsauerland im engeren, nicht das komplette Rothaargebirge umfassenden Sinne, besteht naturräumlich in etwa aus den folgenden Teilen (verlinkt sind je die kurzen Zusammenfassungen im Rothaargebirgs-Artikel, von denen aus die Einzelartikel angesteuert werden können):
- (zu 333 Rothaargebirge)
  - 333.5 Winterberger Hochland (bis 843,2 m)
    - 333.50 Wilde Struth
    - 333.51 Ziegenhelle
    - (333.52 Östliche (Kühhuder) Rothaar)
    - 333.53 Langewiese
    - 333.54 Astenberg
    - 333.55 Hunau
    - 333.56 Harfeld (Winterberger Hochmulde)
    - 333.57 Nordheller Höhen
    - 333.58 Langenberg

  - 333.6 Lennekessel (bis 727 m)
  - 333.7 Hohe Seite (bis 792,2 m)
  - 333.8 Hochsauerländer Schluchtgebirge (bis 806 m)
    - 333.80 Bödefelder Mulde (mit Assinghauser Grund)
    - 333.81 Ramsbecker Rücken und Schluchten
    - 333.82 Schellhorn- und Treiswald
    - 333.83 Habuch
    - 333.84 Henneborner Täler und Rücken

  - 333.9 Upland (bis 775,3 m)
    - 333.90 Inneres Upland
    - (333.91 Vorderupländer Rücken, wird nicht als Teil des Hochsauerlandes angesehen)

### Berge
Im Hochsauerland im engeren Sinne liegen u. a. die folgenden Berge, die sich alle in Teilen des Winterberger Hochlandes befinden – sortiert nach Höhe in Meter (m) über Normalhöhennull (NHN):
- Langenberg (843,2 m) – Langenberg
- Hegekopf (842,9 m) – Langenberg
- Kahler Asten (841,9 m) – eigenes Massiv (Astengebirge)
- Ettelsberg (837,7 m) – Langenberg
- Clemensberg (ca. 837 m) – Langenberg
- Hopperkopf (832,3 m) – Langenberg
- Hunau (818,5 m) – eigenes Massiv
- Ziegenhelle (815,9 m) – eigenes Massiv (Wilde Struth)